# Stazione di Lubiana Zalog
La stazione di Lubiana Zalog (in sloveno Železniška postaja Ljubljana Zalog) è una stazione ferroviaria posta sulla linea ferroviaria Lubiana-Dobova. Serve il comune di Lubiana e l'insediamento di Zalog.